# Klecza Dolna (przystanek kolejowy)
Klecza Dolna – przystanek kolejowy w Kleczy Dolnej, w województwie małopolskim, w powiecie wadowickim.

## Ruch pasażerski
| Rok  | Wymiana pasażerska na dobę |
| ---- | -------------------------- |
| 2017 | 0-9                        |
| 2022 | 10-19                      |